# Adma Jafet
Adma Jafet (Líbano, 1886 — São Paulo, 1956) foi a fundadora e mantenedora do Hospital Sírio Libanês por muito tempo. Sua filha Violeta Jafet foi presidente do hospital por 50 anos até se tornar presidente honorária do Sírio-Libanês. Adma morreu vítima de ataque cardíaco no ano de 1956, aos 70 anos.